# O Piano
The Piano (prt/bra: O Piano) é um filme australo-franco-neozelandês de 1993, do gênero drama romântico, escrito e dirigido pela neozelandesa Jane Campion. Estrelado por Holly Hunter, Harvey Keitel, Sam Neill e Anna Paquin (em seu primeiro papel), o filme é ambientado em meados do século 19 e conta a história de uma escocesa muda que viaja com sua filha para uma parte remota da Nova Zelândia para cumprir seu casamento arranjado com um neozelandês.
O Piano foi um sucesso comercial e de crítica, e arrecadou 140 milhões de dólares em todo o mundo, contra um orçamento de 7 milhões. Hunter e Paquin receberam muitos elogios por suas atuações. Em 1993, o filme ganhou a Palma de Ouro no Festival de Cannes, tornando Campion a primeira e única diretora a receber o prêmio. Ele ganhou três Oscars de um total de oito indicações em março de 1994: Melhor Atriz para Hunter, Melhor Atriz Coadjuvante para Paquin e Melhor Roteiro Original para Campion. Paquin tinha 11 anos na época e continua sendo a segunda pessoa mais jovem a ganhar um Oscar em uma categoria competitiva.
Em setembro de 2021, a Supo Mungam Films lançou o filme no Brasil em edição limitada e definitiva em blu-ray em parceria com a Versátil Home Vídeo.

## Sinopse
O Piano retrata a sofrida trajetória de Ada McGrath, uma mulher que não fala desde os seis anos de idade e se muda para a Nova Zelândia recém-colonizada. Em companhia da filha, ela conhece seu futuro marido, com o qual não simpatiza. Para piorar a situação, o noivo, Alisdair Stewart, recusa-se a transportar o piano de Ada, que é sua maior paixão. Porém, o administrador George Baines, imediatamente interessado na mulher, adquire o instrumento e promete devolvê-lo caso ela lhe ensinasse a tocá-lo. Com o tempo, as tais aulas de piano vão se tornando encontros sexuais e os dois acabam descobrindo o verdadeiro amor.

## Produção
Escolher quem faria o papel de Ada foi um processo difícil. Sigourney Weaver foi a primeira escolha de Campion, mas ela recusou o papel porque estava fazendo uma pausa em filmes na época. Juliette Binoche também foi considerada para o papel. Jennifer Jason Leigh era outra possibilidade da diretora, mas ela não pôde se encontrar com Campion para ler o roteiro porque estava filmando o filme Rush.
Holly Hunter tocou piano ela mesma na maior parte das cenas.

## Elenco principal
- Holly Hunter .... Ada McGrath
- Harvey Keitel .... George Baines
- Sam Neill .... Alistair Stewart
- Anna Paquin .... Flora McGrath
- Kerry Walker .... tia Morag
- Geneviève Lemon .... Nessie
- Tungia Baker .... Hira
- Ian Mune .... sacerdote
- Peter Dennett .... marinheiro
- Te Whatanui Skipwith .... chefe Nihe
- Pete Smith .... Hone
- Cliff Curtis .... Mana

## Recepção
No agregador de críticas Rotten Tomatoes, que categoriza as opiniões apenas como positivas ou negativas, o filme tem um índice de aprovação de 90% calculado com base em 60 comentários dos críticos que é seguido do consenso: "Desenvolvido pela atuação principal de Holly Hunter, The Piano é um romance em busca da verdade interpretado na chave da paixão erótica." Já no agregador Metacritic, com base em 20 opiniões de críticos que escrevem em maioria para a imprensa tradicional, o filme tem uma média aritmética ponderada de 89 entre 100, com a indicação de "aclamação universal".

## Prêmios e indicações
Oscar 1994 (EUA)
| Ano  | Categoria                | Notas           | Resultado |
| ---- | ------------------------ | --------------- | --------- |
| 1994 | Melhor filme             | The Piano       | Indicado  |
| 1994 | Melhor Diretor           | Jane Campion    | Indicado  |
| 1994 | Melhor Atriz             | Holly Hunter    | Venceu    |
| 1994 | Melhor Atriz Coadjuvante | Anna Paquin     | Venceu    |
| 1994 | Melhor Roteiro Original  | Jane Campion    | Venceu    |
| 1994 | Melhor Edição            | Veronika Jenet  | Indicado  |
| 1994 | Melhor Fotografia        | Stuart Dryburgh | Indicado  |
| 1994 | Melhor Figurino          | Janet Patterson | Indicado  |

 Globo de Ouro 1994 (EUA)
| Ano  | Categoria                             | Notas         | Resultado |
| ---- | ------------------------------------- | ------------- | --------- |
| 1994 | Melhor Filme (Drama)                  | The Piano     | Indicado  |
| 1994 | Melhor Diretor                        | Jane Campion  | Indicado  |
| 1994 | Melhor Atriz (Drama)                  | Holly Hunter  | Venceu    |
| 1994 | Melhor Atriz Coadjuvante              | Anna Paquin   | Indicado  |
| 1994 | Melhor Roteiro                        | Jane Campion  | Indicado  |
| 1994 | Globo de Ouro de melhor trilha sonora | Michael Nyman | Indicado  |

BAFTA 1994 (Reino Unido)
| Ano  | Categoria                  | Notas           | Resultado |
| ---- | -------------------------- | --------------- | --------- |
| 1994 | Melhor Filme               | The Piano       | Indicado  |
| 1994 | Melhor Diretor             | Jane Campion    | Indicado  |
| 1994 | Melhor Atriz               | Holly Hunter    | Venceu    |
| 1994 | Melhor Roteiro Original    | Jane Campion    | Indicado  |
| 1994 | Melhor Edição              | Veronika Jenet  | Indicado  |
| 1994 | Melhor Desenho de Produção | Andrew McAlpine | Venceu    |
| 1994 | Melhor Fotografia          | Stuart Dryburgh | Indicado  |
| 1994 | Melhor Figurino            | Janet Patterson | Venceu    |
| 1994 | Melhor Trilha Sonora       | Michael Nyman   | Indicado  |
| 1994 | Melhor Som                 | Ali MacKeell    | Indicado  |

Prêmio César 1994 (França)
| Ano  | Categoria                | Notas     | Resultado |
| ---- | ------------------------ | --------- | --------- |
| 1994 | Melhor Filme Estrangeiro | The Piano | Venceu    |

Festival de Cannes 1993 (França)
| Ano  | Categoria                      | Notas                           | Resultado |
| ---- | ------------------------------ | ------------------------------- | --------- |
| 1994 | Palme D'Or                     | The Piano                       | Venceu    |
| 1994 | Grand Prix Spécial Du Jury     | Jane Campion                    | Indicado  |
| 1994 | Prix D'Interprétation Féminine | Holly Hunter                    | Venceu    |
| 1994 | Prix D'Interprétation Féminine | Anna Paquin                     | Indicado  |
| 1994 | Prix Du Scénario               | Andrew McAlpine e John A. Smith | Indicado  |